# Клада

Кладограма (сімейне дерево) біологічної групи. Червоний і синій прямокутники представляють клади (тобто повні відгалуження). Зелений прямокутник є не кладою, а еволюційною градою

Кла́да (дав.-гр. κλάδος — «гілка») — група організмів, що включає якого-небудь предка та всіх його нащадків (іншими словами, монофілетична група). На кладограмі (діаграмі родинних зв'язків організмів у формі дерева) клада виглядає окремою гілкою.
Входження певних організмів у клади встановлюють на основі різноманітних філогенетичних досліджень.
Якщо клада підтверджується в різних дослідженнях, що використовують різні набори даних, вона може бути прийнятою до таксономії і стати таксоном. Не всі таксони, що використовуються зараз, утворюють клади (Рептилії, наприклад, — парафілетична група, тому що не включає птахів, які пішли від рептилій). Метою кладистики, що домінує в сучасній таксономії, є така реорганізація класифікації, щоб усі використовувані таксони були кладами.